# رودخانه سه مایل (ماساچوست)

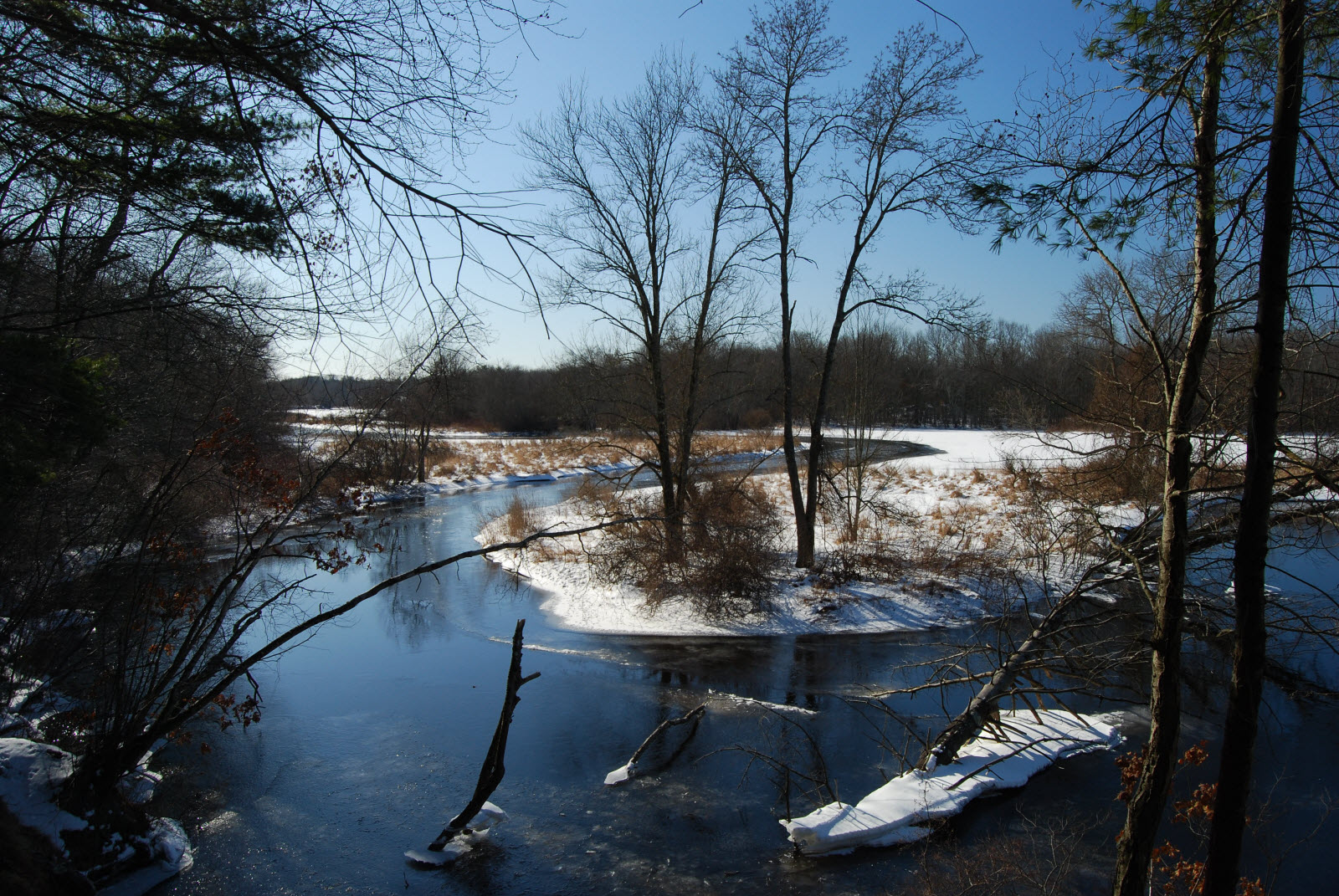
نمایی از رودخانه سه مایل در زمستان

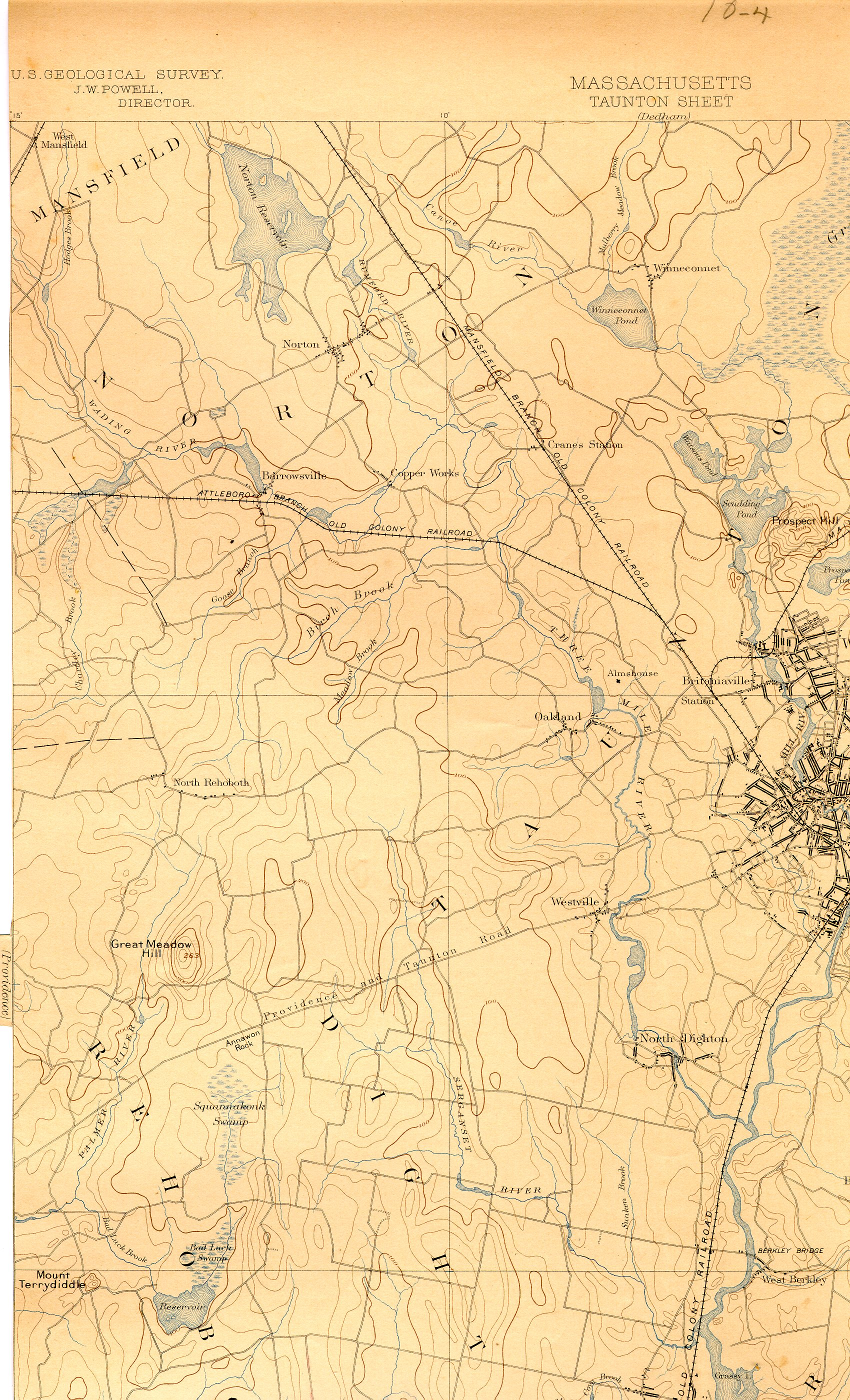
نقشه ۱۸۹۳ رودخانه سه مایل

رودخانه سه مایل یک رودخانه در شهرستان بریستول، ماساچوست است. از محل اتصال رودخانه‌های رامفورد و ویدینگ در شهر نورتون تشکیل شده‌است. در جهت جنوب شرقی به مدت ۱۳٫۵ مایل (۲۱٫۷ کیلومتر) جریان دارد. از طریق شهرهای نورتون، تاونتون و دایتون، جایی که به رودخانه تاونتون می‌پیوندد.
در ۲۵ آگوست ۲۰۰۸، حوضه آبخیز سه مایل به عنوان منطقه ای از نگرانی‌های زیست‌محیطی حیاتی (ACEC) توسط دپارتمان حفاظت و تفریح ماساچوست (DCR) تعیین شد. تعیین ACEC حفاظت‌ها و محدودیت‌های خاصی را در یک منطقه تعیین شده مربوط به توسعه جدید و سایر فعالیت‌های انسانی اعمال می‌کند.